# Okręty podwodne typu Balilla
Okręty podwodne typu Balilla – typ pięciu okrętów podwodnych konstrukcji włoskiej wybudowanych w stoczni Muggiano w latach 1927–1928 dla Regia Marina oraz brazylijskiej marynarki wojennej. Zbudowane w układzie dwukadłubowym krążowniki podwodne dalekiego zasięgu, zostały skonstruowane celem przeprowadzania operacji na Morzu Czerwonym, Oceanie Indyjskim oraz do służby w koloniach. Ich projekt czerpał w znacznym stopniu z konstrukcji niemieckich podwodnych stawiaczy min typu UE II, którego przedstawiciel U-120 znalazł się po I wojnie światowej we włoskich rękach. Niezwykłą cechą tych okrętów był pomocniczy silnik Diesla o małej mocy służący do utrzymywania prędkości rejsowej. Jednostki te były łatwe w obsłudze, doświadczały jednak problemów ze stabilnością.
Podczas II wojny światowej okręty podjęły początkowo patrole ofensywne, jednak przy swojej konstrukcji okazały się zbyt duże na warunki służby na Morzu Śródziemnym, w związku z czym przeniesiono je do zadań zaopatrzeniowych obszaru Afryki Północnej. 12 listopada 1942 roku samolot z amerykańskiego lotniskowca zatopił w pobliżu Tobruku „Antonio Sciesa”. „Balilla” i „Domenico Millelire” zakończyły służbę w kwietniu 1941 roku, zaś „Enrico Toti”, który według najnowszych badań 15 października 1940 roku zatopił brytyjski okręt podwodny HMS „Triad”, dwa lata później. Brazylijska „Humaita” została skreślona z listy floty w 1951 roku.